# Plagiognathus laricicola
Plagiognathus laricicola är en insektsart som beskrevs av Knight 1923. Plagiognathus laricicola ingår i släktet Plagiognathus och familjen ängsskinnbaggar. Inga underarter finns listade i Catalogue of Life.